# The Iconfactory
The Iconfactory est une société américaine spécialisée dans la création d'icônes et de petits logiciels. L'entreprise a été fondée en avril 1996 par les designers Corey Marion, Talos Tsui et Gedeon Maheux, et emploie aujourd'hui plusieurs graphistes et développeurs.
Le siège social se trouve à Greensboro (Caroline du Nord). 

## Réalisations notables

### Icônes
- Conception des icônes de Windows XP pour le compte de Microsoft
- Conception des icônes de Windows Vista pour le compte de Microsoft
- Conception des icônes de la distribution Gnu/Linux Ubuntu pour Canonical

### Logiciels
- Twitterrific, client Twitter pour Mac OS X et iPhone/iPod Touch